# カランコエ
カランコエ (Kalanchoe) とは、ベンケイソウ科の1属。リュウキュウベンケイ属とも。
セイロンベンケイ節をセイロンベンケイ属 (Bryophyllum) として分けることもあるが、以下では原則として含める。

## 分布
原産地はマダガスカル島、南アフリカ、東アフリカ、ソコトラ島。他、インド、マレー半島、中国などに分布。

## 特徴
草丈15-80cmの低木で、多肉質の葉を持つ多年草である。花弁は5枚でやや反り返っていて、星の形に開ける。
一般に園芸店などで扱われるのは、ベニベンケイであることが多い。矮性種、高性種、斑入り種、などバラエティーに富んでおり、花色も、白、黄色、ピンク、赤、オレンジ等豊富である。また近年（2020年現在）では八重咲の品種も作られており八重咲品種は花付や花持ちが非常に良いことから人気の園芸植物となっている。
開花時期は秋から春。短日植物で園芸植物としては開花を促すために短日処理を行う（カランコエの場合、管理温度15-20°C、必要処理日数35-50日、開花到達日数60-70日）。夜も人工光が当たる環境ではいつまでたっても花が咲かないことがある。逆にこの性質を利用して、光が当たる時間を調節すれば一年中花を楽しめる。
いくつかの種は、葉の鋸歯部分に成長点を持っているのが大きな特徴である。葉が脱落するとここから発芽し新しい個体を形成する、栄養生殖能力に優れている。コダカラベンケイや不死鳥などは葉が親株についているうちから盛んに不定芽を出す。他の種でも稀に葉から芽を出すことがある。

## 主な種
分類にもよるが、数十種から百数十種が属する。
- キンチョウ（錦蝶） Kalanchoe tubiflora = Bryophyllum tubiflorum
- コダカラベンケイ（子宝弁慶、シコロベンケイ、錣弁慶） Kalanchoe daigremontiana = Bryophyllum daigremontianum
- コチョウノマイ（胡蝶の舞） Kalanchoe laxiflora = K. crenata = K. fedtschenkoi = Bryophyllum crenatum
- セイロンベンケイ Kalanchoe pinnata = Bryophyllum pinnatum
- セイタカベンケイ Kalanchoe suarezensis
- ベニベンケイ（紅弁慶） Kalanchoe blossfeldiana
- リュウキュウベンケイ（琉球弁慶） Kalanchoe integra
- 月兎耳 Kalanchoe tomentosa
- 福兎耳 Kalanchoe eriophylla